# Lourdeskapelle (Lauterach)

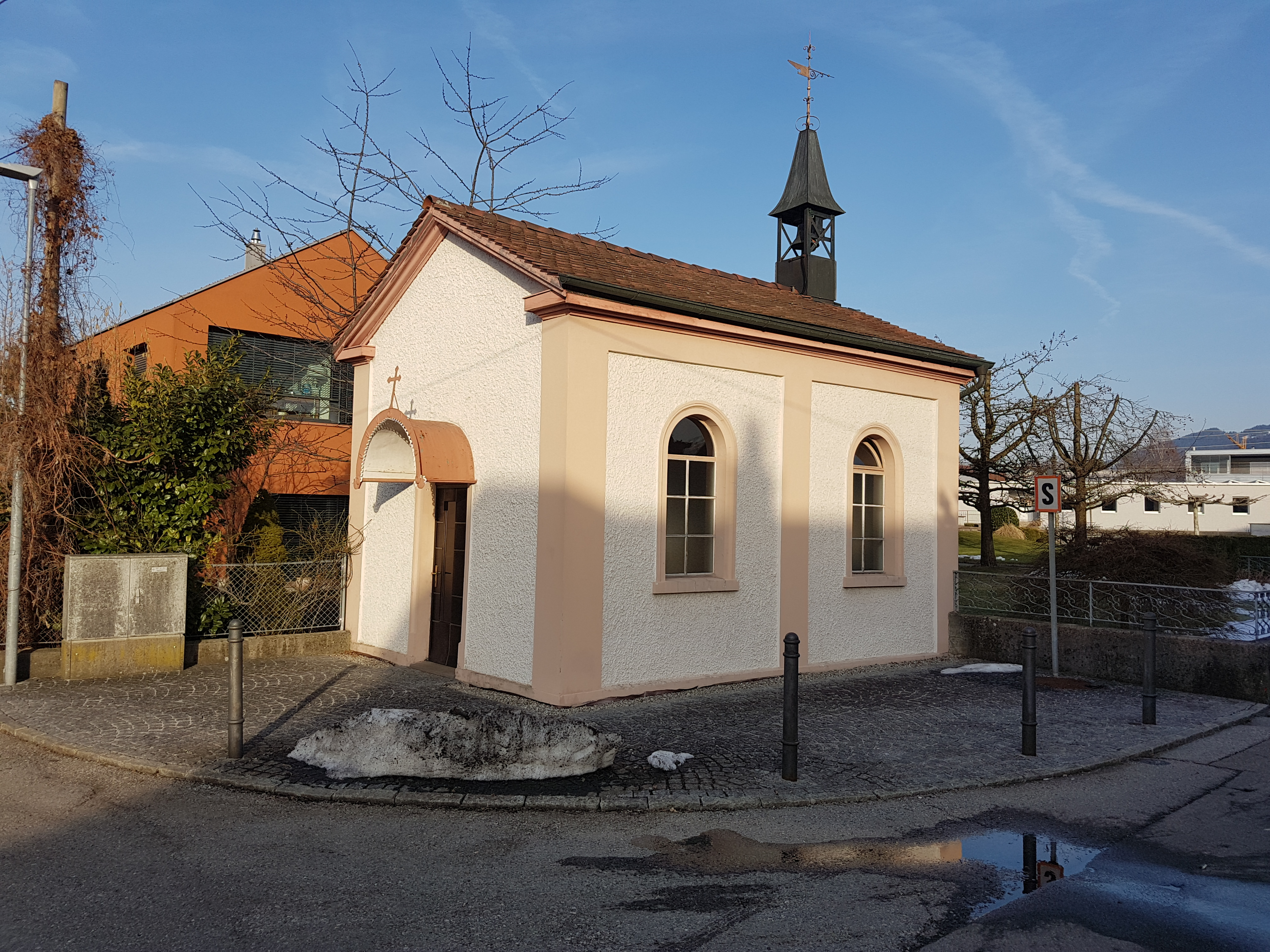
Lourdes-Kapelle in Lauterach in der Kapellenstraße.

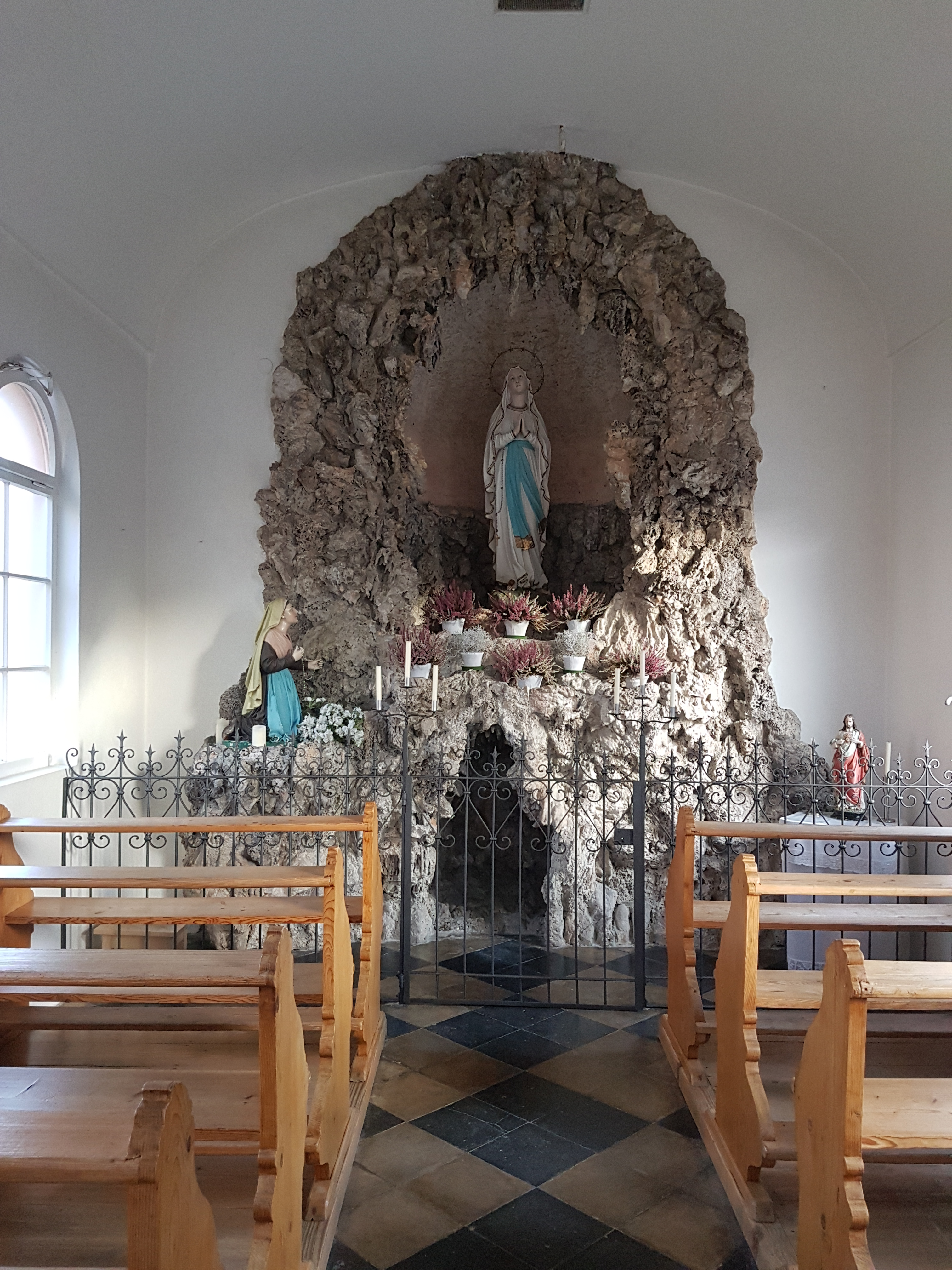
Innenansicht der Kapelle – Altar.

Diese römisch-katholische Lourdeskapelle steht in der Kapellenstraße im Ortsteil Unterdorf der Gemeinde Lauterach im Bezirk Bregenz in Vorarlberg. Sie ist Unserer lieben Frau in Lourdes geweiht und gehört zur Pfarrkirche zum hl. Georg und damit zum Dekanat Bregenz in der Diözese Feldkirch. Der Gedenktag Unserer Lieben Frau in Lourdes ist am 11. Februar.
Das Bauwerk (408 m ü. A.) wurde um 1900 neu errichtet und ist vom Dorfzentrum von Lauterach etwa 500 Meter Luftlinie entfernt.

## Geschichte
Als einzige Kapelle in der Marktgemeinde Lauterach wurde sie um 1900 errichtet,  finanziert durch Stiftungen.

## Kirchenbau
Die Kapelle steht im Unterdorf der Gemeinde Lauterach. Es ist ein Bau mit annähernd rechteckigem Grundriss in Nordwest/Südost-Ausrichtung. Im Südosten befindet sich die rundbogige Apsis mit dem Altar.
Die schlichte kupferbeschlagene Eingangstüre befindet sich im Nordwesten. An den Gebäudeecken und in der Mitte der Langseiten befinden sich angedeutete Pilaster. Der viereckige Dachreiter mit der Glocke auf dem Satteldach ist im Südosten. Das Satteldach ist mit Biberschwanzziegeln gedeckt, der Glockendachreiter mit Kupfer beschlagen. Auf dem Glockendachreiter befindet sich ein ungewöhnliches Kreuz, welches einer Wetterfahne ähnelt.
Betraum und Altarraum sind voneinander baulich durch ein niederes Gitter getrennt. Der Innenraum wird von einem Flachtonnengewölbe geprägt. An den Längsseiten der Fassade befinden sich je zwei große Rundbogenfenster, welche den Innenraum gut belichten.

## Ausstattung
Die Kirchenbänke sind aus hellem Tannenholz und schlicht gehalten. Sie bieten für etwa 30 Personen Platz. Die Kapelle hat einen imposanten Hochaltar in Form einer stilisierten Grotte mit der Statue Unserer lieben Frau in Lourdes. Links ist eine Statue der Bernadette Soubirous in demütiger, anbetender Haltung. Auf der rechten Seite, auf einem Nebentisch, steht eine Figur von Jesus.
Der Boden ist mit beige-grauen und dunkelgrauen Fliesen ausgelegt, die rautenförmig verlegt sind, so dass von der Eingangstüre ein Weg auf dunkelgrauen Fliesen zur Grotte entsteht.